# Anomis professorum
Anomis professorum là một loài bướm đêm trong họ Erebidae.